# استان آروما
استان آروما (به اسپانیایی: Provincia de Aroma) یکی از استان‌های بولیوی در بولیوی است که در شهرستان لاپاز (بولیوی) واقع شده‌است. استان آروما ۴٬۵۱۰ کیلومتر مربع مساحت و ۹۷٬۳۶۴ نفر جمعیت دارد.